# Verdon (rzeka)

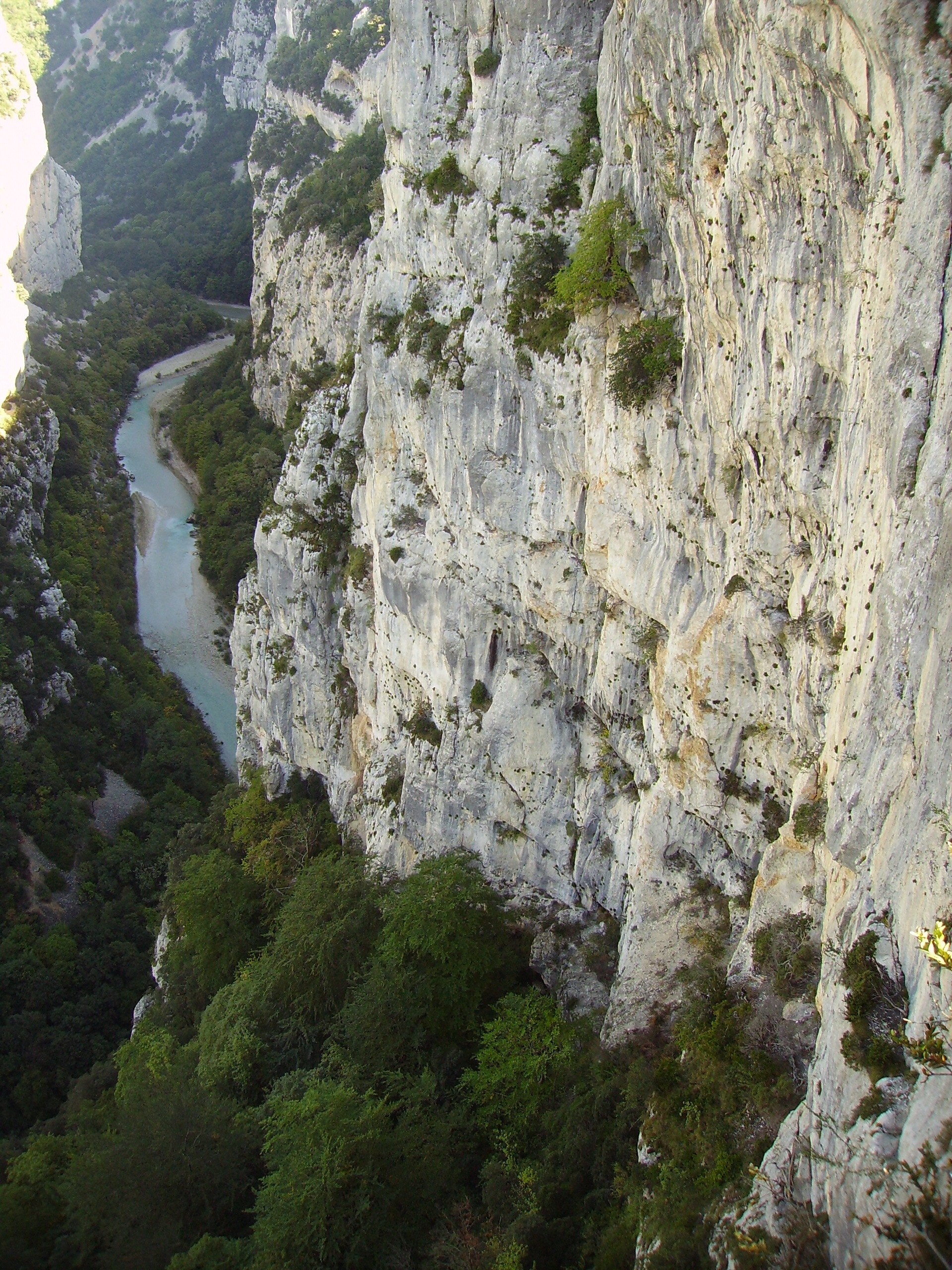
Przełom Verdon

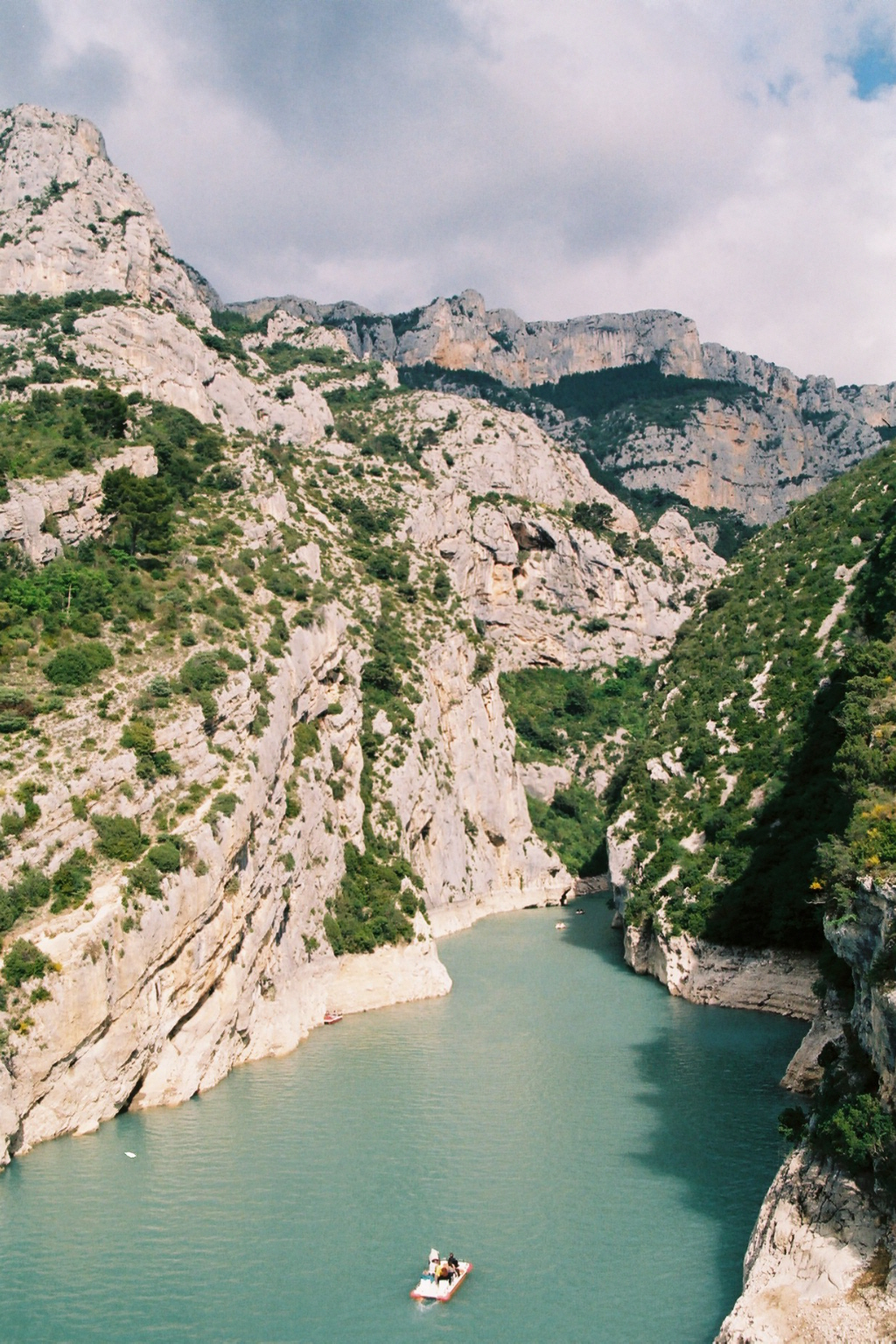
Rzeka Verdon

Verdon – rzeka we Francji, w Prowansji (departamenty Alpy Górnej Prowansji, Delta Rodanu i Var), dopływ rzeki Durance. Źródła znajdują się na wysokości 2819 m n.p.m. w południowo-zachodnich Alpach (Alpy Nadmorskie), długość 175 km.
Na rzece wybudowano w latach pomiędzy 1923 a 1975 pięć zapór wodnych na potrzeby energetyczne oraz jako zbiorniki retencyjne, tworząc przy tym jeziora: Lac de Castillon, Lac de Chaudanne, Lac de Sainte-Croix, Retenue de Quinson oraz Lac de Esparron.
Powyżej Lac de Sainte-Croix na 21-kilometrowym odcinku rzeka przecina głębokim kanionem wapienne skały Alp Górnej Prowansji, tworząc atrakcyjny turystycznie przełom Verdon.